# Roland Gori
Pour les articles homonymes, voir Gori.
Roland Gori, né le 22 novembre 1943 à Marseille, est un psychanalyste et universitaire français. Il est professeur émérite de psychologie et de psychopathologie clinique à l'université Aix-Marseille.  

## Biographie et champs d'intérêts
Roland Gori naît à Marseille. Après l'obtention d'un baccalauréat de philosophie, il exerce plusieurs métiers dont celui d'instituteur avant de s'orienter vers la psychologie.
En 1969 il soutient une thèse de psychologie intitulée Validité des critères linguistiques en psychologie clinique. Essai d'analyse psycho-linguistique du vécu de l'alcoolique (discours spontané en situation de groupe et épreuves), dirigée par Didier Anzieu à l'université Paris-X Nanterre puis en 1976, une thèse d'État intitulée L'Acte de parole. Recherches cliniques et psychanalytiques sous la direction de Jean Maisonneuve. Il est enseignant-chercheur à l'université de Montpellier puis il est nommé professeur de psychopathologie clinique à l'université Aix-Marseille en 1983. Il est professeur émérite depuis 2009.
Il est psychanalyste, membre du conseil d'administration d'Espace analytique. Il a occupé en 2015-2016 la chaire de philosophie : « Le gouvernement des individus et la psychanalyse » de l'école des sciences politiques et religieuses de l'Université Saint-Louis - Bruxelles.

## Recherches et travaux en psychanalyse
La parole et le langage ont une place essentielle dans son écriture et son enseignement. La pensée freudienne a largement influencé son œuvre. Dans Logique des passions, il écrit : « des discours qui habitent l’humain nous n’avons que les mots pour retrouver un monde perdu ou que nous n’avons jamais possédé. Et sous les mots, il y a encore d’autres mots, et sous les autres mots d’autres mots encore… »
Engagé dans les débats actuels, il s'oppose à ce qu'il voit comme « les dérives du scientisme en psychiatrie et l'instrumentalisation de l'humain » et plaide « pour des sciences encore humaines ». Il s'intéresse à la psychanalyse à l’université et soutient une thèse dirigée par Didier Anzieu dans laquelle la question de l'acte de parole est posée afin d’en circonscrire sa place et sa fonction. Le langage et le discours en sont les axes fondamentaux, tant sur le plan théorique que méthodologique.
Il s’intéresse à ce que les discours produisent dans leur énonciation, comment ils structurent le sujet, tout en voilant et dévoilant les désirs inconscients. La psychanalyse freudienne lui apparaît comme à la fois le corpus théorique mais aussi comme la méthode qui met en jeu dans la cure analytique par la confrontation aux souffrances. Il a entrepris une réflexion épistémologique sur les rapports d’« inquiétante familiarité » entre la psychologie clinique et la psychanalyse et s’emploie à proposer une analyse des discours de souffrance des patients dits somatiques et insiste sur des notions comme celle de « roman de la maladie » étroitement liée à celle du « roman familial » freudien. À partir des questions sur l’analyse de l’acte de parole, il élabore un modèle psychopathologique de la mémoire à distance du souvenir qui, selon lui, « s’actualise dans les mots et les phonèmes du discours, et tend à faire de la pensée une manipulation de signes »[réf. souhaitée].
Au travers de textes sur la rigueur conceptuelle de la théorie freudienne, et la mise en perspective critique du scientisme, il propose une étude des idéologies et des rationalités scientifiques.

## Engagements

### La revueCliniques méditerranéennes
Il est fondateur du Centre interrégional de recherches en psychopathologie clinique (CIRPC) qui a édité la revue Cliniques méditerranéennes, actuellement éditée par les éditions Érès, dont Marie-José del Volgo est la rédactrice en chef, le comité de rédaction est également composé de Serge Lesourd et François Pommier.

### Appel des appels
Avec Stefan Chedri, il impulse en décembre 2008 la création du mouvement « Appel des appels ». Cet appel, qui a reçu en quelques semaines plus de 20 000 signatures et en compte actuellement 80 000, invitait les professionnels du soin, de la justice, de l'enseignement ou de la culture à se rassembler, échanger pour réagir et s'opposer aux logiques de normalisation et d'évaluation dans ces domaines. L'appel dénonce un « phénomène idéologique et de convergence de méthodes qui vise à araser l'humain au profit des logiques comptables et marchandes ». Au cours de l'année 2009 des comités et groupes locaux de l'appel des appels ont cherché à se structurer et à proposer des événements et rencontres variés. Il est l'actuel[Quand ?] président de l'association homonyme.

## Ouvrages
- La Fabrique de nos servitudes, Les Liens qui Libèrent, janvier 2022,  (ISBN 979-10-209-1089-9).
- (préface) Survivant de la psychiatrie, de Adrien Potocnjak-Vaillant, La Guillotine, octobre 2021,  (ISBN 978-2-9543806-5-0).
- Et si l'effondrement avait déjà eu lieu : l'étrange défaite de nos croyances, Les Liens qui libèrent, juin 2020,  (ISBN 979-1-0209-0864-3).
- La Nudité du pouvoir, Comprendre le moment Macron, Les Liens qui Libèrent, 2018[9].  (ISBN 979-10-209-0618-2)
- Manifeste des œuvriers, avec Bernard Lubat et Charles Silvestre, Actes Sud / LLL, 2017  (ISBN 978-2-330-07687-0)
- Un monde sans esprit. La fabrique des terrorismes, Les Liens qui Libèrent, 2016,  (ISBN 9791020904645)[10].
- L'Individu ingouvernable, Les Liens qui Libèrent, 2015.  (ISBN 9791020902900)
- Faut-il renoncer à la liberté pour être heureux ?, Les Liens qui Libèrent, 2014.  (ISBN 9791020900968)
- La Fabrique des imposteurs, Les Liens qui Libèrent, 2013.  (ISBN 979-10-209-0029-6)
- La Dignité de penser, Paris, Les Liens qui libèrent, 2011, 186 p.  (ISBN 9782918597506)
- La Folie Évaluation: le malaise social contemporain mis à nu, avec Alain Abelhauser & Marie-Jean Sauret, Paris, éditions Mille et Une Nuits, 2011.  (ISBN 2755506318)
- De quoi la psychanalyse est-elle le nom ?, Paris, Denoël, 2010.
- (co-dir.) L’Appel des appels. Pour une insurrection des consciences, avec Barbara Cassin, Paris, Mille et Une Nuits/Fayard, 2009.
- Exilés de l’intime. La médecine et la psychiatrie au service du nouvel ordre économique, avec Marie-José Del Volgo, Paris, Denoël, 2008.
- L’Empire des coachs. Une nouvelle forme de contrôle social, avec P. Le Coz, Paris, Albin Michel, 2006.
- (co-dir.) Le Consentement. Droit nouveau du patient ou imposture ?, avec Jean-Pierre Caverni, Paris, In Press, 2006.
- La Santé totalitaire. Essai sur la médicalisation de l’existence, avec Marie-José Del Volgo, Paris, Denoël, 2005.
- Catachrèse : éloge du détournement, avec Yves Clot, Nancy, PUN, 2003  (ISBN 978-2-86480-727-8).
- Logique des passions, Paris, Flammarion, 2006, coll. « Champs ».
- La Science au risque de la psychanalyse, avec Christian Hoffmann, Toulouse, Érès, 1999.
- La Preuve par la parole. Sur la causalité en psychanalyse. Paris, PUF, 1996.
- (dir.) L'Unité de la psychologie ?, Paris, Navarin, 1989.
- Le Corps et le signe dans l'acte de parole, Paris, Dunod, 1978, 274 p.
- Dictionnaire pratique de psychopathologie, avec Yves Poinso, Paris, Éditions Universitaires, 1972, 206 p.

### Contributions à des ouvrages collectifs
- « Pourquoi  voudriez-vous que les humains traitent la nature mieux qu'ils ne se traitent eux-mêmes ? », dans Laurent Testot et Laurent Aillet (direction), Collapsus : Changer ou disparaître ? Le vrai bilan sur notre planète, Éditions Albin Michel, 2020, 352 p. (ISBN 978-2-22644-897-2).